# Fibrocystin
Fibrocystin‏ (PKHD1, fibrocystin/polyductin) هوَ بروتين يُشَفر بواسطة جين Fibrocystin في الإنسان.